# ليس بدون زوجي
ليس بدون زوجي«عنوان ألماني: ليس بدون زوجي »: هو كتاب من تأليف (جوستين هارون- مهداوي).
الكتاب هو مذكرات جوستين وحياتها كامرأة ألمانية مع زوجها الفارسي (الإيراني)، (مسعود هارون- مهداوي)، في إيران قبل وبعد الثورة الإيرانية 1 سبتمبر(1979).
جاء هارون- مهداوي لأول مرة إلى إيران عام (1968)، وعاش مع زوجته وطفليه لأكثر من 11 سنة.
كان لزوجها (مسعود) مناصب سياسية مختلفة في مدن مختلفة (بشكل أساسي في كرمان ومشهد حيث تقلد مرتين منصب رئيس بلدية العمدة.
كما كان عمدة العاصمة طهران.
وهذا يرجع إلي شعبيته بين الناس، كما أنه كان عضوًا في الحكومة الجديدة خلال الأشهر الأولى للجمهورية الإسلامية، لكنه سرعان ما أدرك أن النظام الثيوقراطي لن يجلب الديمقراطية والحرية إلى إيران. وتركوا إيران في في سبتمبر(1979).
زوجها عضو نشط ومعروف في المعارضة الإيرانية الديمقراطية المسماة «جيبي ميلي».
زارت إيران مع ابنتها وابنها عام (2000). وتعيش جوستين الآن في مدينة قريبة من ميونيخ ألمانيا.
وهي تدعم الشعب الإيراني،  والفضل لهذا يرجع  لتجاربها كامرأة ألمانية مسيحية في إيران، وهي تنادي بالحرية والديمقراطية في إيران والتسامح لجميع الأمم والأديان والثقافات الموجودة في العالم.